# Additional Creations
Additional Creations е ЕР от 2000 г. на американския китарист Джо Сатриани. CD-то излиза безплатно с албума „Engines of Creation“, като е отпечатано в ограничен тираж.